# HD 68862
HD 68862，又名CD-37 4394，SAO 198942、HR 3233，是一颗恒星，视星等为6.43，位于銀經255.2，銀緯-2.07，其B1900.0坐标为赤經8h 9m 11.3s，赤緯-37° -2.07′ 23″。